# Vieraea
Vieraea là một chi thực vật có hoa trong họ Cúc (Asteraceae).

## Loài
Chi Vieraea gồm các loài: